# Potentilla riparia
Potentilla riparia är en rosväxtart som beskrevs av Gen Murata. Potentilla riparia ingår i Fingerörtssläktet som ingår i familjen rosväxter. Utöver nominatformen finns också underarten P. r. miyajimensis.